# Бранка Португалска (сеньора на Гуадалахара)
Бранка Португалска (р. ок. 1192 – 17 ноември 1240 г.) е португалска инфанта – дъщеря на португалския крал Саншу I и на арагонската инфанта Дулсе. Получава феодално владение с център Гуадалахара, поради което се титулува като сеньора на Гуадалахара. Инфантата е сред основателите на Доминиканския манастир в Коимбра, в който се и замонашва. След смъртта си Бранка е погребана в августинския манастир „Светия кръст“ в Коимбра.
|  | Тази страница частично или изцяло представлява превод на страницата Blanche, Lady of Guadalajara в Уикипедия на английски. Оригиналният текст, както и този превод, са защитени от Лиценза „Криейтив Комънс – Признание – Споделяне на споделеното“, а за съдържание, създадено преди юни 2009 година – от Лиценза за свободна документация на ГНУ. Прегледайте историята на редакциите на оригиналната страница, както и на преводната страница, за да видите списъка на съавторите. ВАЖНО: Този шаблон се отнася единствено до авторските права върху съдържанието на статията. Добавянето му не отменя изискването да се посочват конкретни източници на твърденията, които да бъдат благонадеждни. |